# Eremochrysa brevisetosa
Eremochrysa brevisetosa är en insektsart som först beskrevs av Adams och Garland 1981.  Eremochrysa brevisetosa ingår i släktet Eremochrysa och familjen guldögonsländor. Inga underarter finns listade i Catalogue of Life.